# Mahunkella transitoria
Mahunkella transitoria är en kvalsterart som först beskrevs av Balogh och Sandór Mahunka 1978.  Mahunkella transitoria ingår i släktet Mahunkella och familjen Oppiidae. Inga underarter finns listade i Catalogue of Life.